# Witbuikstormvogeltje
Het witbuikstormvogeltje (Fregetta grallaria) is een vogel uit de familie van de zuidelijke stormvogeltjes.

## Kenmerken
Zijn kop, borst, kin, keel en staart zijn zwart. De rest van de romp is wit. De lichaamslengte bedraagt 18 tot 22 cm, de spanwijdte 46 tot 48 cm en het gewicht 45 tot 74 gram.

## Leefwijze
Het voedsel bestaat uit plankton, kleine vissoorten en zeeschaaldieren.

## Voortplanting
Het witbuikstormvogeltje nestelt in smalle legers in vlak of oplopend trein dat met gras begroeid is, of tussen losse rotsblokken. Hij broedt tussen januari en maart. Het vrouwtje legt één ei. Het is niet bekend hoelang het duurt voordat het ei uitgebroed is.

## Verspreiding en leefgebied
Deze soort komt wijdverspreid voor in de zuidelijke Atlantische Oceaan, Indische Oceaan en Grote Oceaan en telt vier ondersoorten:
- F. g. grallaria: Admiraliteitseilanden, Lord Howe-eiland en Kermadeceilanden.
- F. g. leucogaster: Tristan da Cunha, Gougheiland, Saint Paul en Amsterdam.
- F. g. segethi: Juan Fernández-archipel (Chili).
- F. g. titan: Rapa (Australisch eiland in Frans-Polynesië).

## Bedreiging
Op sommige eilanden worden ze bedreigd door uitheemse katten en ratten.

## Status
De grootte van de populatie is in 2004 geschat op 300 duizend volwassen vogels. Op de Rode lijst van de IUCN heeft deze soort de status niet bedreigd.